# Tavac
Tavac är en ort i Mexiko.   Den ligger i kommunen Aldama och delstaten Chiapas, i den sydöstra delen av landet, 700 km öster om huvudstaden Mexico City. Tavac ligger 1 266 meter över havet och antalet invånare är 206.
Terrängen runt Tavac är kuperad söderut, men norrut är den bergig. Runt Tavac är det ganska tätbefolkat, med 134 invånare per kvadratkilometer. Närmaste större samhälle är San Cayetano, 6,3 km väster om Tavac. I omgivningarna runt Tavac växer i huvudsak städsegrön lövskog.